# Paolo dal Pozzo Toscanelli

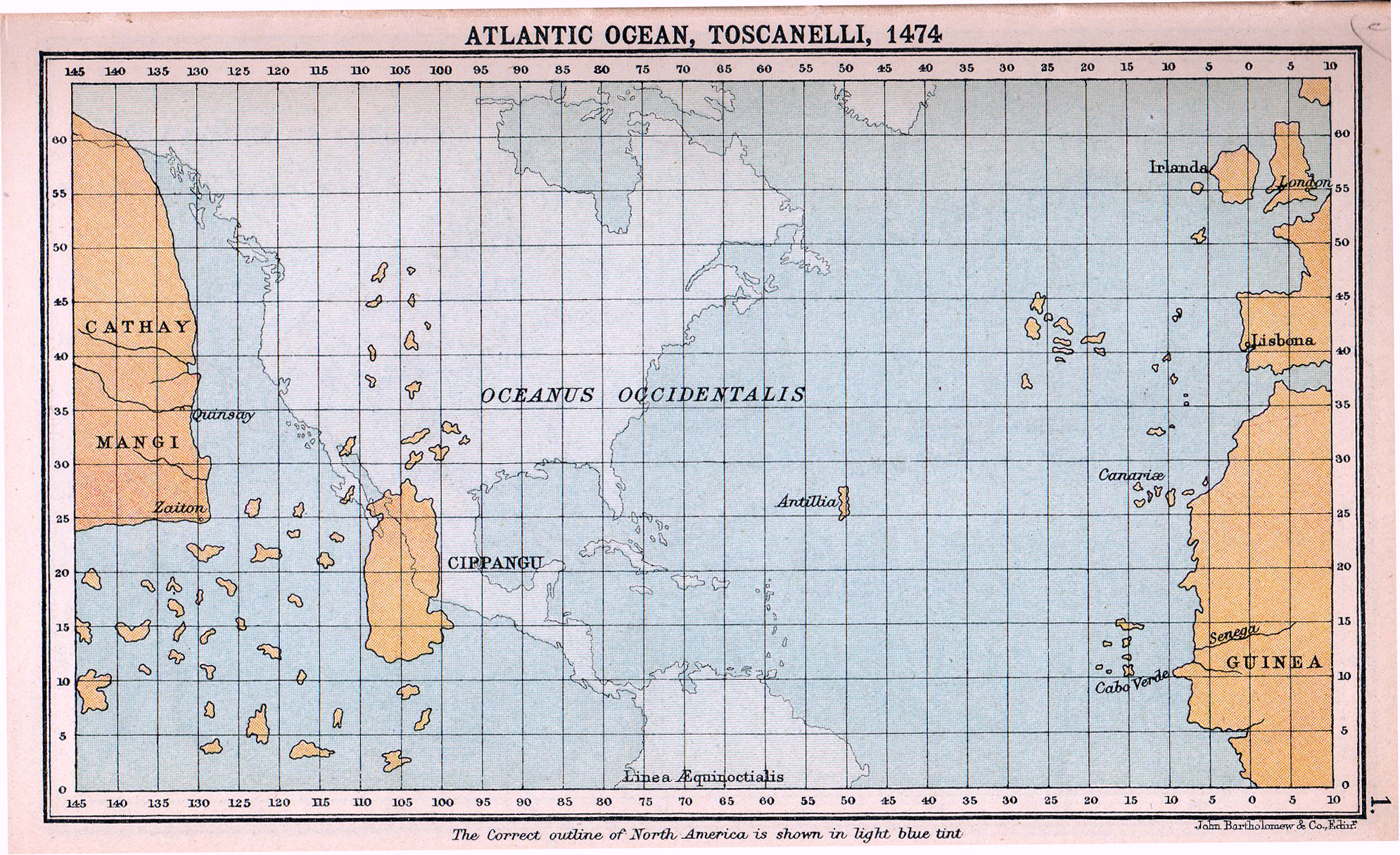
Toscanellis karta

Paolo dal Pozzo Toscanelli, född 1397, död 10 maj 1482, var en italiensk geograf och astronom.
Toscanelli skall ha fungerat som en inpiration för Christofer Columbus. Toscanelli hade den 25 juni 1474 skickat ett brev till kaniken Fernam Martins i Lissabon, som på konung Alfons V:s vägnar rådfrågat honom om möjligheten att via en västlig väg nå fram till Indien.
Planen som Toscanelli lade fram innebar att man skulle segla västerut längs ekvatorn till Indien och Östasiens rika länder. Toscanneli bifogade en karta (nu förkommen) som upptog Europas och Afrikas västra och Asiens östra rand. Däremellan utbredde sig Atlanten. Toscanelli trodde felaktigt att avståndet blott var en tredjedel av jordens omkrets; mycket mindre än det faktiska avståndet.
I brevet skriver Toscanelli bland annat: 
» -- -- Jag har redan förut en gång talat om en väg över havet till kryddornas land, mycket kortare än portugisernas över Guinea. Det är därför hans höghet konungen nu ber mig om upplysningar i detta ämne, eller rättare om en förklaring så tydlig, att även personer utan någon vetenskaplig underbyggnad kan förstå att denna väg måste finnas. Trots att jag vet att den har sin grund i jordens klotform, har jag ändå, för att göra mig bättre förstådd och underlätta projektet, beslutat att genom en för ändamålet konstruerad sjökarta bevisa att en sådan väg finns. Jag sänder därför hans höghet en av mig själv tecknad karta, där jag har märkt ut de kuster och öar, som kan användas som utgångspunkter när man företar en sådan resa och på denna resa stadigt håller västlig kurs -- --»
Det var sina egna tankar Colombus här återfann. 
Konungen avvisade dock företaget.

## Eftermäle
Nedslagskratern Toscanelli på månen och asteroiden 8209 Toscanelli är uppkallad efter honom.